# Breitach
De Breitach is een ongeveer 21 km lange bergrivier en de zuidwestelijke en linker bronrivier van de Iller in de Allgäuer Alpen in de deelstaten Vorarlberg (Oostenrijk) en Beieren (Duitsland).
Net na de grens Oostenrijk/Duitsland stroomt de Breitach door een nauwe, 2,5 km lange en tot 150 m diepe kloof : de Breitachklamm

## Zijrivieren
- Turabach (linke bronbeek)
- Derrenbach (middelste bronbeek)
- Bärguntbach (rechter bronbeek)

- Lüchlebach (links)
- Gemstelbach (rechts)
- Wildenbach (rechts)
- (Bach uit de Pfusertobel) (rechts)
- Zwerenbach (rechts)
- Schwarzwasserbach (links)
- Schmiedebach (rechts)
- Gatterbach (links)
- Buchenbach (rechts)
- Hörnlebach (links)
- (Bach uit de Schanztobel) (rechts)
- Starzlach (links)
- Lochbach (links)